# Litauens Davis Cup-lag
Litauens Davis Cup-lag styrs av litauiska tennisförbundet och representerar Litauen i tennisturneringen Davis Cup, tidigare International Lawn Tennis Challenge. Litauen debuterade i sammanhanget 1994, och nådde första omgången av Europa-Afrikazonens Grupp I 2010.